# 태풍 어빙 (1979년)
태풍 어빙 (IRVING)  은 1979년 8월에 발생한 태풍 제10호이다. 이 태풍은 대한민국의 호남 지방에 상륙하여 총 12명의 사망자와 실종자를 냈고, 일주일 후에 상륙한 태풍 주디의 영향으로 피해가 더 커졌다.

## 주요 관측값

### 최저해면기압
- 목포 970.2hPa
- 광주 972.5hPa
- 전주 974.5hPa
- 속초 975.7hPa
- 추풍령 975.9hPa
- 군산 976.0hPa
- 대전 976.2hPa

### 최대풍속
- 군산 27.0m/s
- 통영 23.5m/s
- 부산 23.3m/s
- 울릉도 23.3m/s
- 울진 23.0m/s
- 군산 22.7m/s
- 목포 21.0m/s

### 최대순간풍속
- 서귀포 36.5m/s
- 여수 35.9m/s
- 울릉도 35.0m/s
- 통영 34.0m/s
- 부산 33.0m/s
- 울진 31.0m/s
- 제주 30.9m/s

### 일최다강수량
- 산청 220.0mm
- 거창 155.6mm
- 고흥 122.8mm
- 해남 120.2mm
- 합천 115.4mm

### 총 강수량 (8월 15~18일)
- 산청 244.2mm
- 제주 220.1mm
- 해남 168.1mm
- 거창 168.0mm
- 고흥 163.1mm